# ندول تیروئید
گرهک‌های تیروئید یا ندول‌های تیروئید توده‌هایی هستند که معمولاً از یک غده تیروئید سالم به‌وجود می‌آیند. آنها نشان دهنده یک نئوپلاسم تیروئید هستند، اما تنها درصد کمی از این‌ها سرطانی می‌شوند.

## ندول سرد
گرهک سرد یا ندول سرد (به انگلیسی: Cold nodule) تیروئید به گره‌هایی گفته می‌شود که پس از اسکن تیروئید تجمع بسیار کمی از ید رادیواکتیو را نشان داده و احتمال بیشتری دارد که سرطانی باشند. با اسکن تیروئید می‌توان ندول‌های داغ و سرد را تشخیص داد اما نمی‌توان گفت که آیا ندول، حتی اگر ندول سرد باشد، سرطانی است یا خیر.
این گره‌ها هورمون تولید نمی کنندو به دلیل سرد بودن نیاز بیشتری برای بررسی و معاینه توسط پزشک دارند.

### تظاهرات
اسکن تیروئید روشی است که برای تشخیص سرد یا گرم بودن توده تیروئیدی مورد استفاده قرار می‌گیرد در این تست تشخیصی با تزریق ماده رادیواکتیو میزان جذب ید بررسی و گره‌هایی که جذب ندارند یا جذب بسیار کمی از ماده رادیواکتیو دارند گره سرد هستند.

## ندول داغ
ندول داغ یا گرهک داغ (به انگلیسی: Hot nodule) به ندول‌هایی گفته می‌شود که مقدار بیشتری ید رادیواکتیو به خود جذب می‌کنند.
به‌طور عموم لفظ ندول یا گرهک تیروئید به ضایعاتی گفته می‌شود که بخاطر رشد بیش از حد بافت سالم غده تیروئید به وجود می‌آیند، علت دقیق پیدایش آنها ناشناخته است اما تشکیل آن‌ها را به بیماری‌های خاصی مثل بیماری خود ایمنی هاشیموتو، تیروئیدیت یا التهاب مزمن تیروئید، سرطان تیروئید و کمبود ید مرتبط دانسته‌اند.

### تظاهرات
یکی از روش‌های تشخیصی ندول‌های تیروئید به غیر از سونوگرافی، بررسی بالینی، تست عملکرد تیروئید و بیوپسی، اسکن غده تیروئید بعد از تزریق ید رادیواکتیو است. پس از اسکن فرد مبتلا به ندول تیروئیدی که ید رادیو اکتیو تزریق کرده‌است می‌توان ندول‌ها را از لحاظ پرکاری یا کم‌کاری بررسی کرد. در صورتی که ید رادیواکتیو به مقدار زیادی در ندول مورد نظر تجمع پیدا کند به این معناست که این ندول پرکار بوده و به صورت نقطه قرمز رنگ دیده می‌شود. به همین دلیل به آن ندول داغ می‌گویند.
ندول‌های داغ به ندرت سرطانی شده و اکثراً خوش‌خیم می‌باشند.

## تظاهرات
اغلب این رشد غیرطبیعی بافت تیروئید در لبه غده تیروئید قرار دارد و می‌تواند به عنوان یک توده در گلو لمس شود. هنگامی که این گرهک‌ها بزرگ شوند یا در افراد بسیار لاغر ایجاد شوند، می‌توانند به عنوان یک توده در جلوی گردن دیده شوند.
گاهی ندول تیروئید به صورت یک حفره پر از مایع (کیست تیروئید) به‌وجود می‌آید. کیست تیروئید معمولاً از انحطاط آدنوم تیروئید، که خوش‌خیم هستند، ایجاد می‌شوند اما گاهی حاوی اجزای جامد بدخیم نیز می‌باشند.

## تشخیص
پس از اینکه یک ندول تیروئید یافت شد، در اکثر مواقع از آن سونوگرافی بعمل می‌آید تا تشخیص تأیید گردد و ماهیت ندول مشخص گردد. اندازه‌گیری سطوح هورمون محرکه تیروئید و آنتی‌بادی ضد تیروئید به تشخیص وجود یا عدم وجود یک بیماری عملکردی تیروئید مثل هاشیموتو کمک می‌کند. بافت برداری آسپیراسیون نیز از جهت بررسی بافت ندول بعمل می‌آید.
ندول‌های تیروئید در جوانان و کودکان بسیار شایع هستند. تقریباً ۵۰٪ از مردم یک ندول دارند، اما آنها معمولاً توسط پزشک در طول یک معاینه پزشکی تشخیص داده یا اتفاقی در طول بررسی یک بیماری غیر مرتبط کشف می‌شوند.

### بافت برداری آسپیراسیون
یکی از روش‌ها برای تشخیص اینکه ندول بدخیم است یا خیر، بافت برداری آسپیراسیون است، که از دید بسیاری دقیق‌ترین، مقرون به صرفه‌ترین و حساس‌ترین نوع آزمایش می‌باشد. این روش معمولاً مقدار کافی از سلول‌های توده مربوط برای تشخیص در اختیار می‌گذارد ولی در برخی موارد مشکوک، مجبور به برداشت توده توسط جراحی می‌شوند.

### آزمایش خون
آزمایش خون یا تصویر برداری ممکن است قبل از بافت برداری یا به‌جای آن مورد استفاده قرار گیرند. احتمال وجود توده‌ای که هورمون تیروئیدی از خود ترشح می‌کند (که احتمال سرطانی بودن چنین توده‌ای کمتر است) با اندازه‌گیری سطوح هورمون محرکه تیروئید(TSH)، هورمون تیروئید(T4) و تری‌یدوتیرونین(T3) بررسی می‌شود.
بررسی سطوح آنتی‌بادی‌های تیروئید جهت تشخیص احتمال بیماری‌های خودایمنی تیروئید نیز ممکن است انجام شود.

### تصویربرداری
در کنار آزمایش خون ممکن است از سونوگرافی برای تعیین اندازه، موقعیت و ماهیت ندول (کیستیک بودن آن) بعمل آید. TI-RADS توسط کالج رادیولوژی آمریکا معرفی شده تا ارزیابی و گزارش سونوگرافی تیروئید را استاندارد کند. چندین ابزار آنلاین برای ساده‌سازی این فرایند توسعه یافته‌اند.
همچنین از اسکن هسته‌ای تیروئید نیز می‌توان برای تشخیص نوع ندول بهره جست.

## بدخیمی
تنها درصد کمی (حدود ۴–۶٫۵٪) از توده‌های گردن بدخیم هستند، و بسیاری از گره‌های تیروئید گره کلوئیدی خوش‌خیم هستند.
شیوع سرطان در مردان، بیماران زیر ۲۰ سال یا بیش از ۷۰ سال سن، و بیماران با سابقه تابش به سر و گردن یا سابقه خانوادگی سرطان تیروئید بالاتر است.

## ندول منفرد تیروئید

### خطر سرطان
گره منفرد تیروئید در مردان نگران کننده تر ولی در زنان شایع تر است. شایع‌ترین علت ندول منفرد تیروئید، گره کلوئیدی خوش‌خیم و دومین علت شایع، آدنوم فولیکولار است.

### علائم و نشانه‌ها
علائم و نشانه‌های نگران کننده شامل گرفتگی صدا، افزایش سریع در اندازه، علائم فشاری (مانند تنگی نفس یا اختلال در بلع) و ظهور لنفادنوپاتی هستند.

### جراحی
جراحی (تیروئیدکتومی) ممکن است در موارد زیر انجام شود:
- عود دوباره ندول پس از ۳ یا ۴ بار بافت برداری آسپیراسیون
- اندازه بیش از ۴ سانتی‌متر (در برخی موارد)
- ظهور علائم فشاری
- علائم بدخیمی (اختلال عملکرد تارهای صوتی، لنفادنوپاتی)
- نتیجه سیتوپاتولوژی که سرطان را رد نکند

### آر اف تیروئید
در این روش امواج آر اف به کمک یک سوزن باریک و با هدایت سونوگرافی به توده تابانیده می‌شود و به صورت هدفمند تنها بافت توده را از بین می‌برد به این ترتیب آسیبی به بافت پارانشیم تیروئید وارد نشده و عوارض ناشی از نبود یا کمبود هورمون تیروئید به وجود نخواهد آمد و بیمار نیازی به مصرف دارو ندارد، همچنین بیمار نیازی به بستری ندارد، این روش برای همه انواع گره انجام نمی‌شود و قبل از آن پزشک بیمار را برای مناسب بودن روش بررسی می‌کند

### درمان
لووتیروکسین یک ایزومر فضایی از تیروکسین است که با سرعت بسیار کندتری تخریب می‌شود و می‌تواند یک بار در روز در بیماران مبتلا به کم‌کاری تیروئید تجویز شود